# تاتسويا كاواهارا
تاتسويا كاواهارا (باليابانية: 川原 達也) (16 ديسمبر 1985 في إتاكو في اليابان – )؛ هو لاعب كرة قدم ياباني سابق كان يلعب كمدافع.

## وصلات خارجية
- تاتسويا كاواهارا على موقع رابطة كرة القدم اليابانية للمحترفين (اليابانية)
- تاتسويا كاواهارا على موقع قاعدة بيانات كرة القدم.إي يو (الإنجليزية)
- تاتسويا كاواهارا على موقع Soccerway.com (الإنجليزية)
- تاتسويا كاواهارا على موقع عالم كرة القدم.نت (الإنجليزية)